# Mataeopsephus japonicus
Mataeopsephus japonicus là một loài bọ cánh cứng trong họ Psephenidae. Loài này được Matsumura miêu tả khoa học đầu tiên năm 1916.